# Lajos Molnar
Lajos Molnar – węgierski judoka.
Uczestnik mistrzostw świata w 1983. Brązowy medalista mistrzostw Europy w 1982; piąty w 1983. Mistrz kraju w 1982, 1983 i 1986 roku.